# Didymopsora solani
Didymopsora solani är en svampart som beskrevs av Dietel 1899. Didymopsora solani ingår i släktet Didymopsora och familjen Pucciniosiraceae.   Inga underarter finns listade i Catalogue of Life.